# Mária Frederika hessen-kasseli hercegnő
Mária Frederika hessen-kasseli hercegnő (Hanau, 1768. szeptember 14. – Hanau, 1839. április 17.) Vilma Karolina dán királyi hercegnő és I. Vilmos hesseni választófejedelem lánya.

## Családja
Testvérei II. Vilmos hesseni választófejedelem, Princess Karoline Amalie of Hesse-Kassel és Julius Jacob von Haynau. Szülei Vilma Karolina dán királyi hercegnő és I. Vilmos hesseni választófejedelem.